# Beuta da vuoto

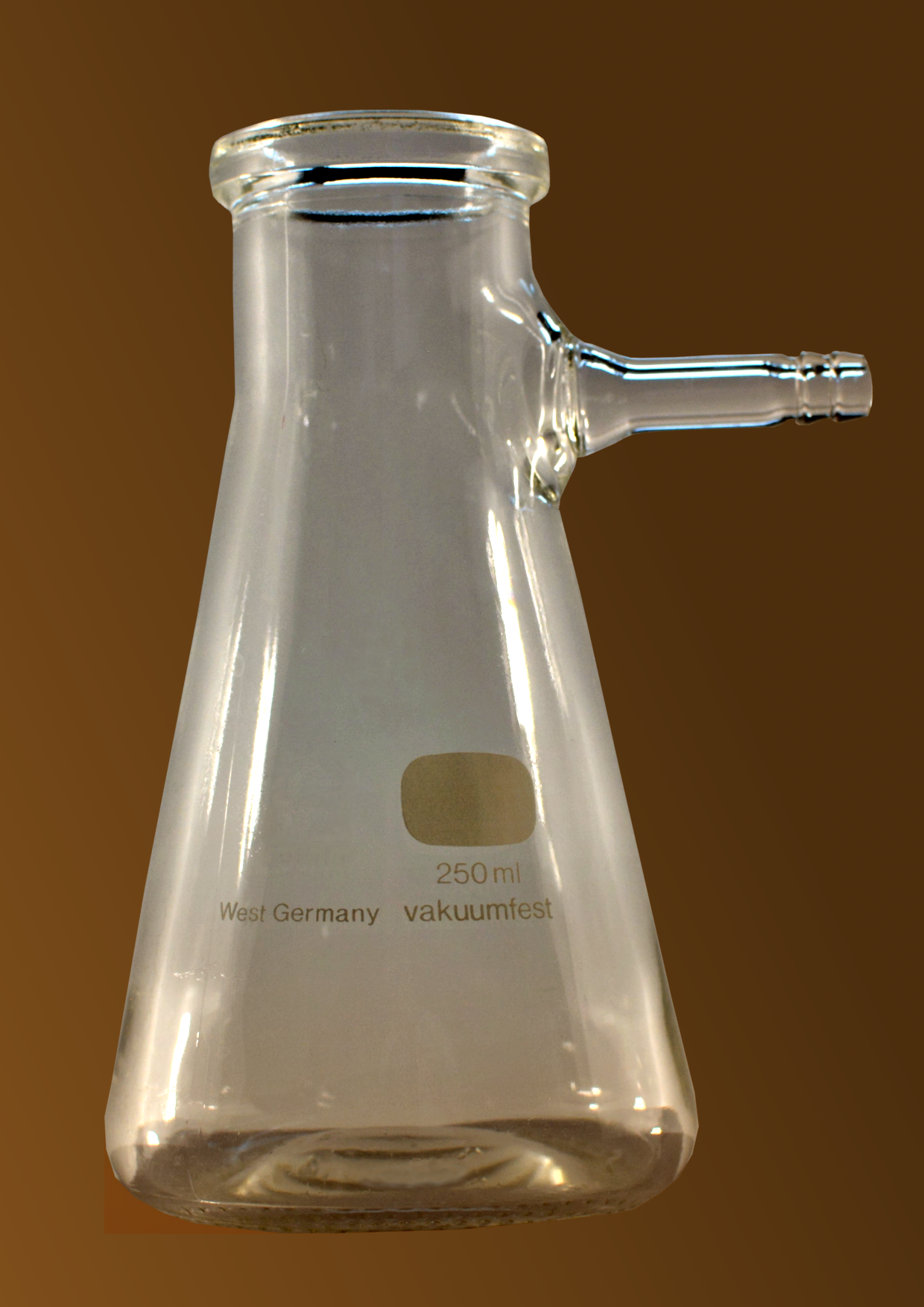
Beuta da vuoto

Disegno di una beuta da vuoto

La beuta da vuoto (o beuta codata) è una beuta di vetro, spesso munita di un tubo laterale, utilizzato generalmente per collegare un tubo di gomma che va direttamente alla pompa per il vuoto. È ampiamente usata, insieme al filtro Büchner, per la filtrazione a vuoto.